# 聖カスバート (グレイホーク)
こん棒の聖カスバート(Saint Cuthbert of the Cudgel)は、ダンジョンズ&ドラゴンズ ・ファンタジー・ロールプレイングゲームのいくつかの版において、知恵、熱意、修練を司る闘争的な神格である。元来はワールド・オブ・グレイホーク ・キャンペーンセッティングのために作成されたが、彼は後にD&D第3版のための一般的な中核パンテオンに含まれることになった。

## 創作起源
1972年、ゲイリー・ガイギャックスが、彼とデイヴ・アーンソンとでいずれダンジョンズ&ドラゴンズ に発展させる新たな「ファンタジー・ゲーム」を、グレイホーク城の下のダンジョンを使ってテストプレイし始めた時、彼は体系化された宗教をそこに含めなかった。彼のキャンペーンは主に低レベルのキャラクターを対象として構築されていたため、神と低レベルのキャラクター間の直接相互関係はありそうもない事態だと思い、特定の神が必要だとは考えなかった。しかし一部のプレイヤーは、クレリックのキャラクターが「神々」ほど曖昧でない存在から信仰の力を受けることができるように、ガイギャックスが具体的な専用の神格を作成することを望んだ。ガイギャックスは茶目っ気たっぷりに2柱の神々を作成した：聖カスバート―非信者に自分の見解を棍棒の殴打により叩き込む―とフォルタス―その狂信的な信者達は他のあらゆる神々の存在を否定した―である。

## 出版履歴
聖カスバートに関する最初の出版された記述（「St. Cuthburt」と綴られた）は、ドラゴン誌 の2号に掲載されたゲイリー・ガイギャックスの連載短編小説ザ・ノーム・キャッシュ 第2章で為された。
聖カスバートの名前は、現実世界の聖人である聖カスバート(AD 634-687)に触発されて名付けられた。いくつかの出典（ドラゴン誌 100号の短編小説を含む）に、グレイホークの聖カスバートとリンデスファーンの聖カスバートが同一人物である、あるいは少なくとも前者は後者の存在を知っていた、という微かな暗示が為されている。

### アドバンスト・ダンジョンズ&ドラゴンズ第1版（1977～1988年）
聖カスバートは、ドラゴン誌 67号（1982年）においてゲイリー・ガイギャックス執筆の記事「ザ・ディーアティーズ・アンド・デミゴッズ・オブ・ザ・ワールド・オブ・グレイホーク」で初めて正式なゲーム上のデータを発表され、そこで彼の属性は秩序にして善（秩序にして中立の傾向）とされた。聖カスバートはその後、ワールド・オブ・グレイホーク・ファンタジー・ゲーム・セッティング （1983年）と、グレイホーク・アドベンチャーズ （TSR、1988年）で詳細に解説された。
ドラゴン誌 100号（1985年）にはメイス・オブ・カスバート を「現実世界」である地球のロンドンにある博物館から回収するロールプレイング・シナリオが掲載された。シナリオによると聖カスバートは、地球は魔法が存在しない世界でありそのためこの中世の武器がなにか特別なものであると気付く者がいないであろうと考え、お気に入りの武器を安全に保管するために隠していた。

### アドバンスト・ダンジョンズ&ドラゴンズ第2版（1989～1999年）
聖カスバートはグレイホーク・キャンペーン用のフロム・ジ・アッシュズ ・セット（1992年）に記載された諸神格の内の1柱であり、グレイホーク：ジ・アドベンチャー・ビギンズ （1998年）に再登場した。
プレーンスケープ・キャンペーンセッティングの宇宙論における彼の役割は、オン・ハロウド・グランド で記述された。聖カスバートは、サプリメントのウォリアーズ・オブ・ヘヴン （1999年）でセレスチャルが仕えることのできる、善の神格の1柱であると描写された。

### ダンジョンズ&ドラゴンズ第3.0版（2000～2002年）
聖カスバートは、この版のプレイヤーズ・ハンドブック （2000年）に記載された諸神格の内の1柱として登場する。第3版のグレイホーク・セッティングにおける聖カスバートの役割は、リビング・グレイホーク・ガゼティア （2000年）において定義された。彼は応報と罪への処罰に心を注ぐ、秩序にして中立の（しかし未だ悪には不寛容な）神格であると描写された。応報は以前は神格トライセリオンの主要な権能であったが、彼はこのルールブックには掲載されなかった。
聖カスバートはまた、ディーアティーズ・アンド・デミゴッズ （2002年）で詳述された。

### ダンジョンズ&ドラゴンズ第3.5版（2003～2007年）
聖カスバートは、この版の改定されたプレイヤーズ・ハンドブック （2003年）に記載された。この版における彼の聖職者はコンプリート・ディバイン （2004年）で詳述された。
ドラゴン誌 358号のショーン・K・レイノルズによる記事「コア・ビリーフス」で、聖カスバートの属性は公式に秩序にして善に戻された（秩序にして中立の傾向も持つ）。

## 架空の歴史
聖カスバートは中級神格であり、かつては定命の人間であったと噂される。彼の属性は秩序にして中立（秩序にして善の傾向）や秩序にして善（秩序にして中立の傾向）など様々に解釈された。聖カスバートは悪を憎んでいるが、無知な者達を改心させ、信者の堕落を防ぐことで、より法と秩序に専心している。

## 他の神格との関係
聖カスバートはアイウーズとヴェクナを含む多くの悪の諸神格と敵対している。彼はまた、彼と同様に不寛容ではあるが善の傾向を持つ神格であるフォルタスと激しいライバル関係にある。
聖カスバートはラオと強い同盟関係にある。彼は同様にデレブ、ハイローニアス、ペイロアとも同盟関係にある。彼の崇拝者達は、レンディスの崇拝者達と良い関係にある。

## 領地
人生において聖カスバートを崇拝した者達はその定命の身体を捨てた時、この聖者の神聖な領地―聖カスバート大聖堂 、あるいは法の要塞 と呼ばれる―に迎えられる。この領地は外方次元界の1つであるアルカディアに位置する。聖者が彼の真実の座から審判を下す間、そこにある魂達は傍聴人の役を務める。聖カスバートは何らかの重要な任務が生じない限り、彼の次元界を離れることは滅多にない。

## 教典
- 聖カスバートと常識 。この短い本は通常30ページを超えることはなく、単純な言葉を使って聖カスバート信仰の教義を説明している。いくらかの私的解釈は認められるが、要点（法に従え、善であれ、常識を用いよ）に関しては私的解釈の余地はない。聖者の美徳に従って生きることに失敗した人々は、助言と援助を受けるため、そして困惑を解決するのに聖カスバートに祈るため、彼らの共同体に頼るよう助言される。聖カスバートと常識 の写本は、通常は手書きの読みやすい文字で書かれ、ときおり単純な挿し絵が描かれることもある。金ぴかの装飾や入念なカリグラフィーは、カスバートの美学とは相容れない[17]。

- 粗野な愚者の物語 。この本はカスバート信者―特に星派修道会―の目に留まると恥ずべき異端とみなされ、見つけた信者はいつでもそれを破棄しようと試みる。これは賢い愚者に関する伝統的なカスバート信者の寓話を歪曲し、主人公が常識を駆使して問題を解決する代わりに、盗みと淫らな行為に耽溺する。非カスバート信者はこれらの物語を、堅苦しいカスバート信者の訓戒に対するパロディーとして見るが、教会はこれを決して認めない。少数の信徒は粗野な愚者の物語を心に留め、自分達の生活にその「助言」を役立てるが、これは星派修道会が撲滅しようとする類いの行為である[17]。

## 崇拝者
カスバート信者（すなわちカスバートの崇拝者）は中央フラネスで最も一般的である。この聖者はダイヴァース、ファーヨンディ、グラン・マーチ、グレイホーク自由都市、キーオランド、ペレンランド、シールド・ランズ、テン、ウレク英公国、アーンスト伯国、アーンスト英公国、ヴェルナ、ヴァーボボンクに教会を持つ。これらの教会は広大な大聖堂であり得るが、最も一般的なのは路傍の聖堂と、小さく粗雑な礼拝堂である。
別の次元界では、聖カスバートはこの神の譲歩しない本質を高く評価する人々のハーモニウム派閥で最も好まれる神である。この派閥、信仰の現在の指導者は聖カスバートのクレリックである。

### 聖職者
聖カスバートの聖職者は3つの主要な修道会に分けられる。
- 帽子派のシンボルはしわだらけの帽子であり、人々を自分たちと同じ信仰の道に改宗させようと努める。彼らは秩序にして善と秩序にして中立のキャラクターが均等に所属している。ヴォタリーあるいはコミュニカントとして知られる聖カスバートのパラディンは、帽子派修道会における名誉上の地位を持つ。彼らの役割は他者の改宗ではなく、信仰の敵と戦うことである。

- 星派のシンボルは星形であり、既に聖カスバートを信仰している人々に教義上の清らかさを強制しようと努める。その大部分は秩序にして中立であり、彼らの集団が純潔であることを保証するために、思考を読み取る魔法の使用を躊躇しない。

- 薪派は聖カスバートの聖職者中で最多数を占める。彼らのほとんどは秩序にして善であり、信徒を助け、護ろうと努める。そのため庶民から最も敬愛されている。彼らのシンボルは木製のこん棒である。帽子派はしばしば薪派と対立状態となる。なぜならば、後者の修道会が既に聖カスバートに帰依している信徒の世話を望むのに対し、前者は新たな改宗者を得ることを望むからである。

### 小修道会
あまり著名ではない、聖カスバートの小修道会がいくつか存在する。
- クロワ=ローゼ・ヴェリタス修道会、あるいはロージィ・クロス・オブ・トゥルース修道会（真実の薔薇十字修道会）は、グレイホーク戦争後のCY587年に創立された。創立者は、以前はラオの聖職者であり、自身が直前に聖カスバートに改宗したオルムスである。オルムスが、人間に変装したデヴィルによって堕落させられた悪の領主を見いだした時、彼は人間の間に変装して隠れ潜んでいる他のデヴィルを狩り立てるために新たな修道会を設立した。この修道会には3つの会派―ラ・クロワ=ヴェール（緑十字） 、ラ・クロワ=ブラン（白十字） 、ラ・クロワ=ブリュ（青十字） ―が存在する。

- ザ・サンクティファイド・マインド協会 （清められた精神協会）は、世界から悪のサイオニック能力者を駆除することに重点的に取り組んでいる。協会はCY561年頃に、ジェレミー・コスティニュー卿という名の聖カスバートのクレリックが、彼の故郷の村がイリシッドによって奴隷にされた後に設立した。この協会は修道会というよりはむしろ騎士団に近く、様々なキャラクタークラスの人々が所属している。

### 神殿
聖カスバートの教会は大聖堂であり得るが、最も一般的なものは道端の聖堂や、小さく大雑把な礼拝堂である。
ペレンランド、クラッツパージェン州の聖カスバート修道院要塞は、CY481～491年におけるイグウィルヴによる暴政の間抵抗拠点となり、ヴェルヴァーダイヴァ川がこの国から流れ出る地域に位置する渓谷を護った。
:86。

## 聖日
- 聖カスバートの日。成長祭の4日目に行われる聖カスバートの日は、聖カスバート教会によって執り行われる最大の祝祭である。地元の人々と巡礼者達が夜明けに街の門に集まり、地元の聖堂や神殿まで主要街路を歌いながら行進する。子供達は手の届くものなら何でもひったくって盗むことがゆるされ、この習慣は「浄罪」と呼ばれる。目的地に着くと、クレリックはメイス・オブ・カスバート の複製を掲示し、正午から夕暮れまで素晴らしい宴会が行われる。そして日没から真夜中まで大かがり火が焚かれ、信徒達はそれにより呪いと不幸が取り除かれると信じている[17]。

- 感謝祭。これは元来、難民に対する慈善行為として、グレイホーク戦争後に始まった新しい行事である。その後、これは概して空腹の人を食べさせるための日になった。カスバート信者達はこの行事により、説教を行ない改宗者を獲得し、保護を与える機会とする。この行事にはラオとペイロアの信者達も参加する[17]。

## アーティファクトとレリック
聖カスバートはメイス・オブ・カスバート と呼ばれる強力なアーティファクトを使用する。聖カスバートに関連するその他のマジックアイテムは、カッジェル・ザット・ネヴァー・フォーゲッツ とタバード・オブ・ザ・グレート・クルセイド がある。

## 神話と伝説
- 衆生の中の聖人。これは聖カスバートの起源に関する物語であり、遠い昔に質素で、潔白で、慈悲深い生活を送っていた定命の羊飼いであった彼は、神々からの褒美としてオアースに移され、聖人として世界中を巡って悪の道の誤りを説いた。最終的に彼は神となり、この物語はこれを手本として他の人々を導くことを目指している[17]。

- 賢い愚者の寓話。この教義的に正しい物語群は、パロディーの粗野な愚者の物語 の元ネタであり、これらの物語は農業、畜産、工芸、獣をかわす、戦い、その他の一般的な活動を伴う。主役である賢い愚者は、通常はしわだらけの帽子を被った若い、あるいは中年の男に扮した聖カスバートが演じ、善意はあるがうぬぼれの強い対抗者に、単純な常識によって打ち勝つさまが描かれる。カスバート信者の間でよく使われる格言の多くは賢い愚者からの引用である。これらの本にはしばしば挿し絵が描かれており、地方の礼拝堂などに賢い愚者の単純な肖像が描かれているのは一般的なことである[17]。

- 狼少年。恐らく聖カスバートによって別世界からもたらされたこの物語は、狼襲来の虚報を繰り返した羊飼いの少年が、実際に狼に襲われた際に信じてもらえなかった、という筋である。この物語の変種として「オーク少年」が存在する[17]。

## 追加文献
- リチャード・ベイカー、ジェイムズ・ジェーコブス、スティーブ・ウィンター。ローズ・オブ・マッドネス （ウィザーズ・オブ・ザ・コースト、2005年）。
- エリック・L・ボイド "Powers That Be: Saint Cuthbert." ポリヘドロン誌 129号（ウィザーズ・オブ・ザ・コースト、1998年）。
- アン・ブラウン。プレイヤーズ・ガイド・トゥ・グレイホーク （TSR、1998年）。
- リチャード・W・ブラウン、アン・ブラウン。ファルコンズ・リベンジ （TSR、1990年）。
  - リチャード・W・ブラウン、アン・ブラウン。ファルコンマスター （TSR、1990年）。
  - リチャード・W・ブラウン、アン・ブラウン。フレイムス・オブ・ザ・ファルコン （TSR、1990年）。
- スティーブン・エド・コンフォーティ。Living Greyhawk Official Listing of Deities for Use in the Campaign, version 2.0.（ウィザーズ・オブ・ザ・コースト、2005年）。オンラインで利用可能：
- ナイジェル・フィンドリー。グレイスペース 。（TSR、1992年）。
- ゲイリー・ガイギャックス、フランク・メンツァー。ザ・テンプル・オブ・エレメンタル・イーヴル （TSR、1985年）。
- ゲイリー・ホリアン。"Paladins of Greyhawk"。ドラゴン誌 306号。（パイゾ・パブリッシング、2003年）。
- ナイルズ・ダグラス、カール・サージェント。ザ・シティ・オブ・グレイホーク （TSR、1989年）。
- クリス・プラマス。ガイド・トゥ・ヘル （ウィザーズ・オブ・ザ・コースト、1999年）。
- リビング・グレイホーク・ジャーナル誌 3号 - "Gods of Oerth"。
- 鶴田慶之、佐藤義浩。グレイホーク・ワールドガイド （ホビージャパン、2003年）。